# Eupithecia innotata
Eupithecia innotata là một loài bướm đêm trong họ Geometridae.
Loài này có phạm vi phân bố từ Tây Ban Nha ở phía tây đến tây Siberia và trung châu Á ở phía đông.

## Hình ảnh

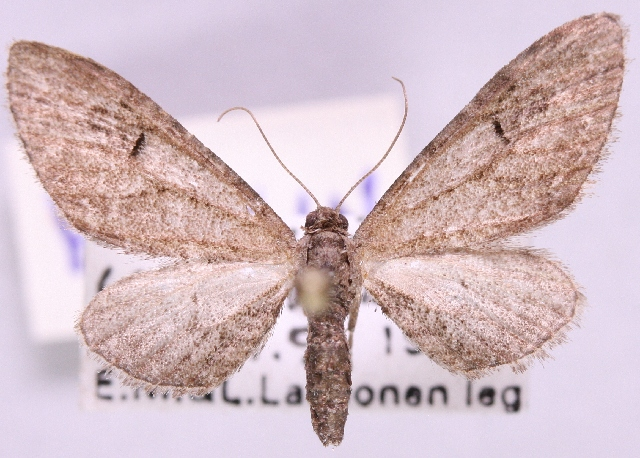
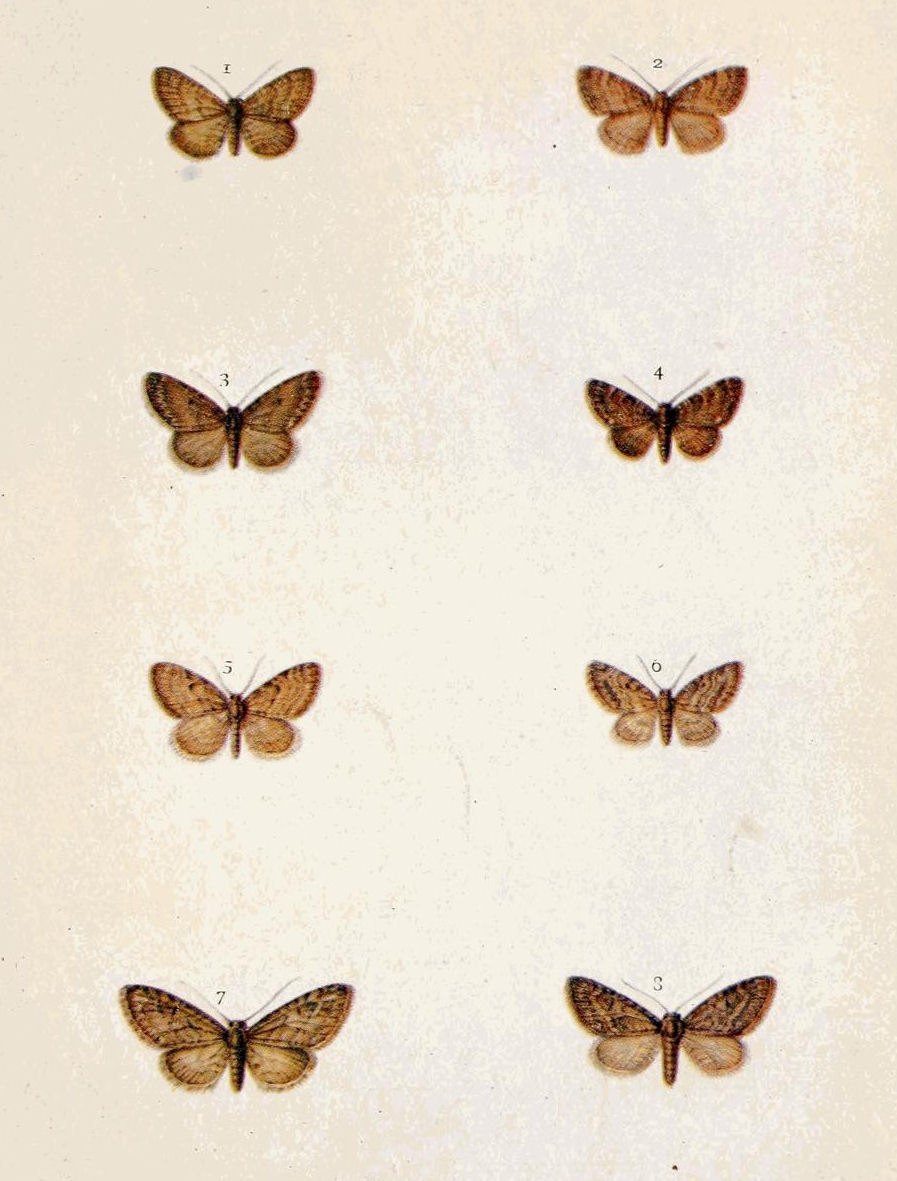